# Christopher Cain
Christopher Cain, właściwie Bruce Doggett (ur. 29 października 1943 w Sioux Falls) – amerykański reżyser, producent, scenarzysta, aktor filmowy i telewizyjny.

## Życie prywatne
22 marca 1971 poślubił aktorkę Sharon Sarah Thomas, z którą miał córką Krisindę (ur. 21 czerwca 1973 w Los Angeles). Został ojcem zastępczym Rogera (ur. 16 sierpnia 1964) i Deana (ur. 31 lipca 1966 w Mount Clemens).

## Filmografia
- Sixth and Main (1977) – reżyser, producent, scenarzysta
- Chłopiec z marmuru (The Stone Boy, 1984) – reżyser
- Co było, minęło (That Was Then... This Is Now, 1985) – reżyser
- Tam, gdzie rzeka jest czarna (Where the River Runs Black, 1986) – reżyser
- Dyrektor (The Principal, 1987) – reżyser
- Młode strzelby (Young Guns, 1988) – reżyser, producent, scenarzysta
- Desperacki pościg (Wheels of Terror, 1990 TV) – reżyser
- Sielska kraina (Pure Country, 1992) – reżyser
- Karate Kid IV: Mistrz i uczennica (The Next Karate Kid, 1994) – reżyser
- Niezwykłe przygody małej pandy (The Amazing Panda Adventure, 1995) – reżyser
- Przygoda na rybach (Gone Fishin', 1997) – reżyser
- Rose Hill (1997; TV Hallmark) – reżyser
- Wrześniowy świt (September Dawn, 2007) – reżyser, producent
- Sielska kraina 2: Dar aniołów (Pure Country 2: The Gift, 2010) – reżyser, producent, scenarzysta